# Мандрикине (станція)
Мандри́кине — лінійна залізнична станція Донецької дирекції Донецької залізниці. Розташована поблизу селища Мандрикіне.
Розташована в Петровському районі (вул. Камвольна) Донецька на лінії Волноваха — Донецьк між станціями Доля (5 км) та Рутченкове (5 км). Названа на честь дворян Мандрикиних, на землях яких розташовувалася станція
На станції зупинялися електропоїзди сполученням Маріуполь — Ясинувата. Через військову агресію Росії на сході Україні транспортне сполучення припинене.

## Історія
- 1872 — відкрита перша черга Костянтинівської залізниці (Костянтинівка — Юзівка — Оленівка), однією з лінійних станцій якої стала Мандрикине.
- 1880 — Костянтинівська залізниця приєднана до Донецької Кам'яновугільної.
- 1882 — Костянтинівська лінія продовжена до Маріуполя; у 1887 році з Маріупольського порту було відправлено перше вугілля.
- Удень 12 серпня 2014 року автобус групи бійців Добровольчого українського корпусу потрапив у засідку терористів на блокпосту під Донецьком на об'їзній трасі поблизу селища залізничної станції Мандрикине[3]. Врятуватися вдалося тільки трьом бійцям, які потрапили в полон (командир групи Марлен Місіратов «Татарин» та двоє з трьох братів Мартинових — Олег та Андрій). Загинули Величко Володимир Володимирович, Волощук Михайло Володимирович, Зозуля Анатолій Михайлович, Малолітній Олександр Іванович, Мартинов Олександр Олександрович, Мірошніченко Микола Валентинович, Пальгуєв Олександр Сергійович, Петрушов Олександр Валентинович, Смолінський Леонід Денисович, Суховий Сергій Іванович.